# Ludolf von Wartenberg

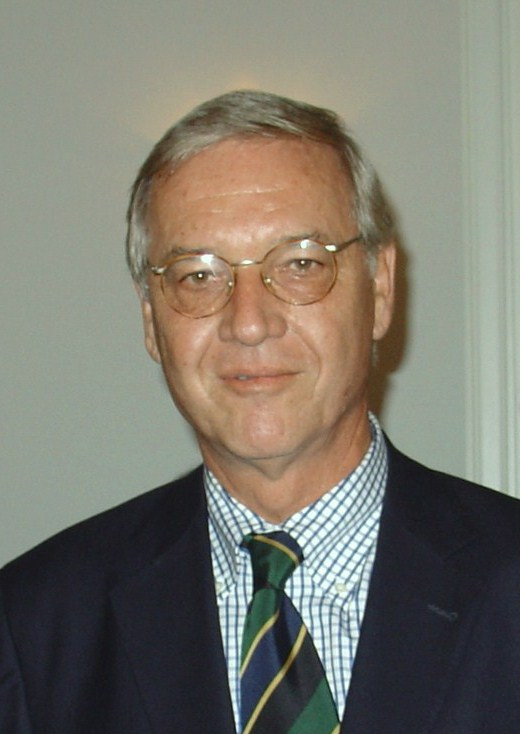
Ludolf von Wartenberg
(am 12. Juni 2007 in Berlin)

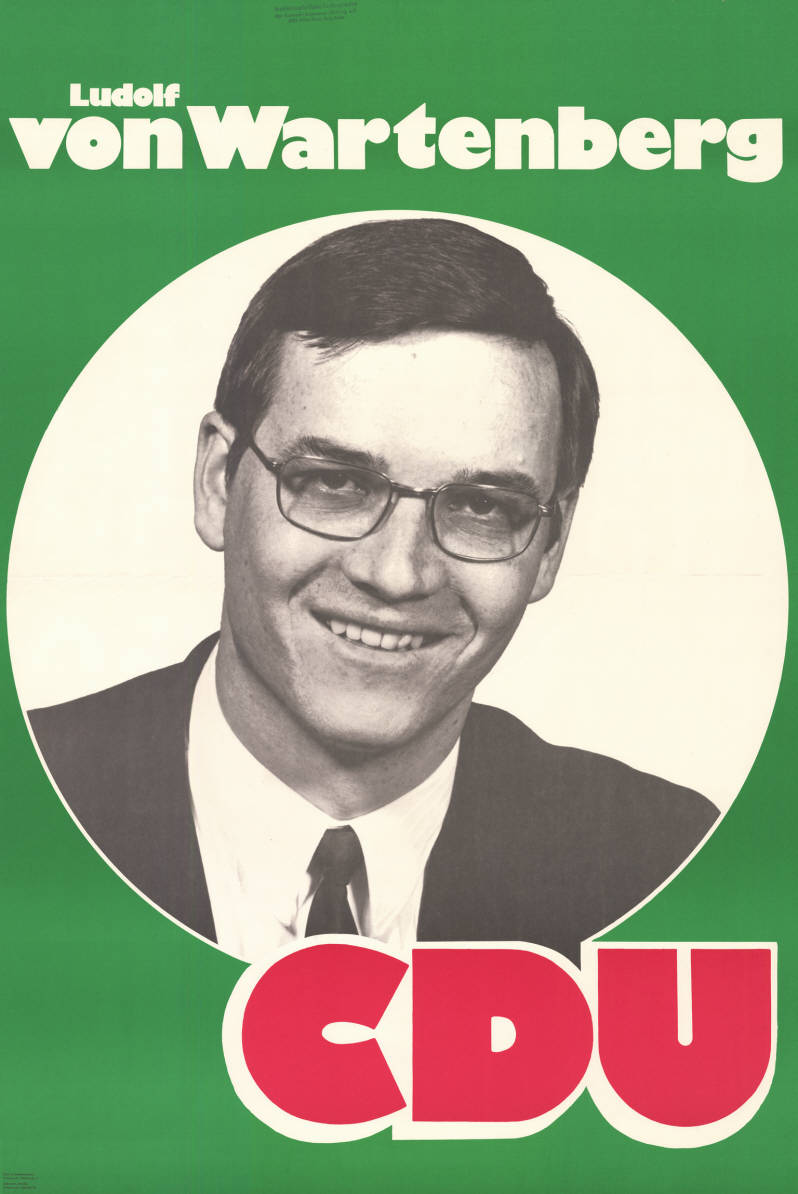
Kandidatenplakat zur Landtagswahl in Niedersachsen 1970

Ludolf-Georg von Wartenberg (* 22. September 1941 in Fürstenwalde/Spree) ist ein deutscher Politiker (CDU).
Nach dem Abitur studierte von Wartenberg Volkswirtschaft und Wirtschaftsgeschichte in Hannover, Belfast/Nordirland und Göttingen. Das Studium schloss er 1967 mit einem Prädikatsdiplom ab. Anschließend wurde er zum Betriebsberater bei der Handwerkskammer Hannover und Kooperationsberater des Norddeutschen Handwerks bis 1972 ausgebildet. 1970 promovierte er zum Dr. rer. pol.
Von 1970 bis 1976 war er Abgeordneter im Niedersächsischen Landtag und von 1972 bis 1976 gleichzeitig Mitglied der Geschäftsführung des Zentralverbands der Deutschen Haus-, Wohnungs- und Grundeigentümer e. V., Düsseldorf.
Von 1976 bis 1990 war er Abgeordneter im Deutschen Bundestag, bis 1987 ordentliches Mitglied im Finanzausschuss und stellvertretendes Mitglied im Wirtschaftsausschuss, Obmann der CDU/CSU-Fraktion im Finanzausschuss sowie Berichterstatter für den Wirtschaftsausschuss der Nordatlantischen Versammlung.
Von 1985 bis 1987 war er Direktor bei der Hannover Rückversicherung AG, Hannover.
Von Martin Bangemann wurde er 1987 zum Parlamentarischen Staatssekretär beim Bundesminister für Wirtschaft berufen. Vom 1. Januar 1990 bis Ende 2006 war von Wartenberg Hauptgeschäftsführer und Mitglied des Präsidiums des Bundesverbandes der Deutschen Industrie (BDI).
Seit 2007 arbeitet von Wartenberg unter anderem als Berater für die Texas Pacific Group, Goldman Sachs und APCO Worldwide. Er ist Mitglied in den Aufsichtsräten der Grohe AG, Solvay GmbH, DF Deutsche Forfait AG, Deutsche BP AG, Watson Wyatt Heissmann GmbH und der Messe Berlin GmbH, und war von 1997 bis Juni 2021 Vorsitzender des Verwaltungsrates des Industrie-Pensions-Verein e.V. und ist Vorsitzender des Verwaltungsrates des Kuratoriums des Institut „Finanzen und Steuern“ und des Senior Expert Service (SES).
Ludolf von Wartenberg erhielt 2005 das Bundesverdienstkreuz 1. Klasse für sein Engagement in der deutschen Wirtschaftspolitik.
Sein Sohn Peter von Wartenberg ist Mitglied des Bereichsvorstands der Robert Bosch Gruppe im Geschäftsbereich Building Technologies.